# Volby v Polsku
Volby v Polsku jsou svobodné. Volí se do parlamentu, místních zastupitelstev a Evropského parlamentu. Parlament je dvoukomorový, který se dělí na Sejm a Senát. Do Sejmu je poměrným volebním systémem voleno 460 členů na čtyřleté volební období a do Senátu je většinovým volebním systémem voleno 100 členů taktéž na čtyřleté volební období. Každých pět let probíhají přímé prezidentské volby.

## Dominantní politické strany
- Občanská platforma
- Právo a spravedlnost
- Tvoje hnutí
- Polská lidová strana
- Svaz demokratické levice